# Campeonato da Europa de Atletismo de 2010 - 1500 m feminino
A prova dos 1500 metros feminino do Campeonato da Europa de Atletismo de 2010 foi disputada entre os dias 30 de julho e 1 de agosto de 2010 no Lluís Companys em Barcelona,  na Espanha. 

## Recordes
Antes desta competição, os recordes mundiais e do campeonato nesta prova eram os seguintes:
|                       | Nome              | Nacionalidade   | Tempo    | Local      | Data                   |
| --------------------- | ----------------- | --------------- | -------- | ---------- | ---------------------- |
| Recorde mundial       | Qu Yunxia         | China           | 3m50s46  | Pequim     | 11 de setembro de 1993 |
| Recorde do campeonato | Tatyana Tomashova | Rússia          | 3m56s 91 | Gotemburgo | 13 de agosto de 2006   |
| Recorde europeu       | Tatyana Kazankina | União Soviética | 3m52s47  | Zurique    | 13 de agosto de 1980   |

## Medalhistas
| Ouro                  | Prata             | Bronze                  |
| Nuria Fernández (ESP) | Hind Dehiba (FRA) | Natalia Rodríguez (ESP) |

## Cronograma
Todos os horários são locais (UTC+2).
| Data        | Hora  | Evento  |
| ----------- | ----- | ------- |
| 30 de julho | 20:00 | Bateria |
| 1 de agosto | 21:15 | Final   |

## Resultados

### Bateria
Qualificação: 4 atletas de cada bateria  (Q) mais os  4 melhores qualificados (q). 
Bateria 1
| Posição | Raia | Atleta            | Nacionalidade | Tempo   | Notas      |
| ------- | ---- | ----------------- | ------------- | ------- | ---------- |
| 1       | 2    | Fanjanteino Félix | França        | 4:04.75 | Q          |
| 2       | 8    | Natalia Rodríguez | Espanha       | 4:04.95 | Q,         |
| 3       | 4    | Oksana Zbrozhek   | Rússia        | 4:05.18 | Q          |
| 4       | 10   | Anna Mishchenko   | Ucrânia       | 4:05.59 | q          |
| 5       | 3    | Stephanie Twell   | Reino Unido   | 4:05.63 | q          |
| 6       | 5    | Sylwia Ejdys      | Polónia       | 4:05.76 | q          |
| 7       | 1    | Hannah England    | Reino Unido   | 4:06.03 | q          |
| 8       | 9    | Binnaz Uslu       | Turquia       | 4:12.04 |            |
| -       | 6    | Sultan Haydar     | Turquia       | -       | DNF        |
| —       | 7    | Anna Alminova     | Rússia        | 4:04.14 | DSQ Doping |
| —       | 11   | Natallia Kareiva  | Bielorrússia  | 4:06.89 | Doping     |

Bateria 2
| Posição | Raia | Atleta                 | Nacionalidade | Tempo   | Notas           |
| ------- | ---- | ---------------------- | ------------- | ------- | --------------- |
| 1       | 2    | Lisa Dobriskey         | Reino Unido   | 4:06.00 | Q               |
| 2       | 5    | Nuria Fernández        | Espanha       | 4:06.03 | Q               |
| 3       | 8    | Hind Dehiba            | França        | 4:06.17 | Q               |
| 4       | 1    | Renata Pliś            | Polónia       | 4:07.20 |                 |
| 5       | 11   | Ingvill Måkestad Bovim | Noruega       | 4:07.49 |                 |
| 6       | 6    | Charlotte Schönbeck    | Suécia        | 4:09.42 | Recorde pessoal |
| 7       | 10   | Lindsey de Grande      | Bélgica       | 4:10.24 | Recorde pessoal |
| 8       | 9    | Susan Kuijken          | Países Baixos | 4:11.03 |                 |
| 9       | 12   | Marina Munćan          | Sérvia        | 4:19.32 |                 |
| -       | 3    | Liliana Barbulescu     | Roménia       | -       | DNF             |
| —       | 7    | Aslı Çakır             | Turquia       | 4:05.53 | DSQ Doping      |
| —       | 4    | Natalya Yevdokimova    | Rússia        | 4:08.08 | Doping          |

### Final
| Posição           | Raia | Atleta            | Nacionalidade | Tempo   | Notas                |
| ----------------- | ---- | ----------------- | ------------- | ------- | -------------------- |
| Medalha de ouro   | 5    | Nuria Fernández   | Espanha       | 4:00.20 | Recorde pessoal      |
| Medalha de prata  | 1    | Hind Dehiba       | França        | 4:01.17 |                      |
| Medalha de bronze | 9    | Natalia Rodríguez | Espanha       | 4:01.30 | Recorde da temporada |
| 4                 | 2    | Lisa Dobriskey    | Reino Unido   | 4:01.54 |                      |
| 5                 | 10   | Stephanie Twell   | Reino Unido   | 4:02.70 | Recorde pessoal      |
| 6                 | 11   | Fanjanteino Félix | França        | 4:04.16 |                      |
| 7                 | 6    | Oksana Zbrozhek   | Rússia        | 4:04.91 | Recorde da temporada |
| 8                 | 7    | Hannah England    | Reino Unido   | 4:05.07 |                      |
| 9                 | 8    | Anna Mishchenko   | Ucrânia       | 4:07.22 |                      |
| 10                | 4    | Sylwia Ejdys      | Polónia       | 4:24.82 |                      |
| —                 | 3    | Aslı Çakır        | Turquia       | 4:02.17 | Doping               |
| —                 | 12   | Anna Alminova     | Rússia        | 4:02.24 | Doping               |

Legenda
| Recorde mundial       | Recorde mundial (World record)               |                       | Recorde africano                      | Recorde africano (African) |                                           | Q | Classificado por posição (Qualified) |
| Recorde do campeonato | Recorde do campeonato (Championship record)  | Recorde da América    | Recorde da América (Americas)         | q                          | Classificado por melhor tempo (Qualified) |   |                                      |
| Melhor marca do ano   | Melhor marca do ano (World leading)          | Recorde asiático      | Recorde asiático (Asian)              | DNS                        | Não largou (Did not start)                |   |                                      |
| Recorde nacional      | Recorde nacional (National record)           | Recorde europeu       | Recorde europeu (European)            | DNF                        | Não terminou (Did not finish)             |   |                                      |
| Recorde pessoal       | Recorde pessoal do atleta (Personal best)    | Recorde da Oceania    | Recorde da Oceania (Oceania)          | DSQ / DQ                   | Desclassificado (Disqualified)            |   |                                      |
| Recorde da temporada  | Recorde da temporada do atleta (Season best) | Recorde sul-americano | Recorde sul-americano (South America) | NM                         | Sem marca (No mark)                       |   |                                      |